# アケボノ
アケボノは、1953年（昭和28年）に東海近畿農業試験場によって育成されたイネ（稲）の品種。「農林12号」を母、「朝日」を父とした交配から育成された。当時普及していた「朝日」を意識し、その類義語となる「曙」から、「朝日」に代わる品種となることを期待して命名された。旧系統名は「東山62号」。

## 概要
主に岡山県の県南地域で生産されている。千粒重は23.8gと大粒で、熟期は晩生。収量性は多収。耐倒伏性は弱いものの、耐病性は中である。10月下旬から11月上旬に収穫される。
味は良いが粘りが少ないため、寿司飯、業務用のピラフ・カレー用などに使用されている。心白はほとんど見られないものの、一般米としては大粒であることから、酒造用の掛米にも向く。

## 来歴
1939年（昭和14年）に兵庫県立農事試験場で「水稲農林12号」を母、「朝日」を父とした人工交配が行われた。
1942年（昭和17年）に雑種第3世代（F3世代）種子が岐阜県における農林省指定水稲新品種育成試験地（岐阜県農事試験場。現、岐阜県農業技術研究センター）に供試材料として配布された。その後、1946年（昭和21年）まで岐阜県農事試験場で系統の固定と選抜が行われ、翌1947年（昭和22年）に農林省安城農事改良実験所に育成が引き継がれた。
1949年（昭和24年）2月に「東山62号」の地方系統名が付され、関係各府県に配付して、地方的適否を確認した。
1951年（昭和26年）4月から試験が東海近畿農事試験場に移管され、同場で検討を続けた結果、1953年（昭和28年）から三重県と奈良県で奨励品種に採用されることとなり、「アケボノ」と命名された。